# アッシリア人
アッシリア人（アッシリアじん）とは、アラム語の1つ現代アラム語を話しキリスト教を信仰する中東の少数民族。古来からアラブ人、トルコ人、クルド人、トルクメン人などの異民族との競合や迫害を受けながらも、強固な民族意識により伝統的な文化を継承している。
「シリア人」という意味の「スリョイェ」（アラム語: ܣܘܪܝܝܐ, Sūryāyē, Suryoye）を自称するが、シリア・アラブ共和国の国民との混同を避けるため、以下アッシリア人という表記を用いる。ドイツなどではアラム人（Aramäer）と呼ばれる。なお、古代アッシリア人との遺伝的関係は明らかになっていない。

## 分布
主にイラク北部とシリア北東部、イラン北西部、トルコ東南部にまたがる地域に住み、自身はこの地域をベート・ナハライン（アラム語: ܒܝܬ ܢܗܪ̈ܝܢ Bet Nahrain。「2つの川（＝ティグリス川とユーフラテス川）に挟まれた地域」の意。ギリシア語のメソポタミア〈Μεσοποταμία〉の語源）と呼ぶ。同時にこの地域はクルド人の住むクルディスタンとほぼ重なっている。

### イラク

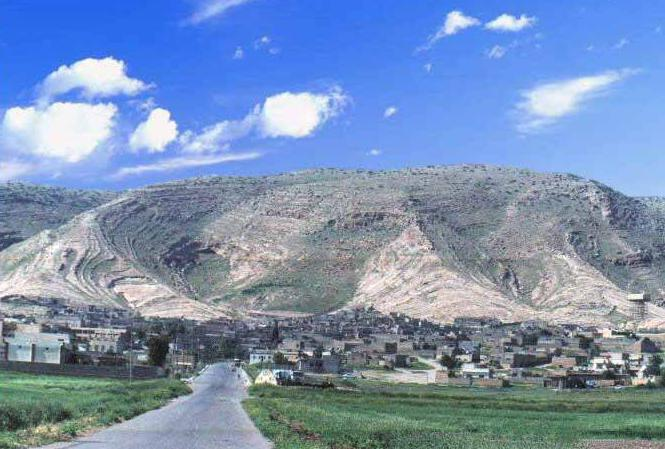
アルコーシュの町

最も多くのアッシリア人を抱えるイラクでは、アッシリア東方教会とカルデア教会の信徒らが首都バグダードと北部クルディスタン地方のアルビール、ドホーク、ニーナワーの3県とキルクーク市、特にアルビール県のエルコシュ（ アラム語: ܐܠܩܘܫ Alqosh、アラビア語: القوش Al Qush）という町に集中、クルド人やトルクメン人と共存している。ちなみにニーナワーの語源は古代アッシリアの首都ニネヴェである。

### シリア
国全体では約70万人が住んでおり、特にトルコと国境を接する北部のカーミシュリーという町を中心におよそ3000人が集中している。シリア正教会の信徒が多い。

### トルコ

アッシリア人の民族衣装を着る子供

国内に約1万5000人が住んでおり、特に経済の中心イスタンブールや首都アンカラ、東南部（クルディスタン）のハッキャリ県と、シリアと国境を接するマルディン県の丘陵地帯トゥル・アブディン（アラム語: ܛܘܪ ܥܒܕܝܢ Tur Abdin）地方に集中している。トゥル・アブディンのアッシリア人はトゥロヨ（アラム語: ܛܘܪܝܐ Turoyo。トゥル風、トゥルの人という意味）と呼ばれる西シリア語の一方言を話すことで知られ、シリア正教会の信徒が多い。そのため現地ではスルヤーニー（土: Süryani。複数形:Süryaniler。シリア人の意）と呼ばれる。
なおマルディン県のヌサイビン市（土: Nusaybin）はかつてニシビス（Nisibis）と呼ばれ、異端とされたネストリウス派教団がビザンツ帝国領エデッサから移ってきた際に本拠地とした場所である。
またディヤルバクル県やヴァン県など東南部の他の地域にも少数が住んでいるが、大半は後述のオスマン帝国による虐殺や近年のクルド人民族主義者などの攻撃により殺されたり国外へ追放されたりしたため、現在では数世帯しかアッシリア人が住んでいない村もある。

### イラン
首都テヘランと北西部、特に西アゼルバイジャン州の州都オルーミーイェ（英語名ウルミア Urmia。アラム語のウルミー ܐܘܪܡܝܐ Urmi が語源とされる）を中心に国内に約2万人（1987年。イラン国内の全人口の1%以下）が住んでいる。
オルーミーイェ湖周辺のアッシリア人は第一次世界大戦中の1914年、オスマン帝国軍に率いられたクルド人兵士とアゼルバイジャン人兵士らによる虐殺をアルメニア人とともに受けた。これに対しアッシリア人側はアルメニア人とともにアーガー・ペトロス（w:Agha Petros）率いる自衛軍を結成、一時期はトルコを退けたものの、協力していたロシア軍も革命の勃発により撤退、さらにはアルメニア人兵団の壊滅や物資不足により大敗。1918年にはトルコによるさらなる迫害を受けることとなり、街の人口のほとんどがクルド人とアゼルバイジャン人に取って代わられることになった。
後にパフラヴィー朝（イラン帝国）の初代皇帝レザー・シャーの統治下では、領内のアッシリア人に対しシリアやトルコに戻るよう勧奨があり、数千人が帰還したことがあった。イラン革命以前の1976年には3万2000人が暮らしていたが、イラン・イスラム共和国の成立により迫害を受け、多数が亡命した。（イスラム共和国の法律の基盤となるクルアーンとシャリーアではキリスト教徒を「啓典の民」〈ズィンミー〉として扱い信仰の自由を保障しているが、代わりにジズヤ〈人頭税〉の支払い義務などイスラム教徒よりも格段に劣った扱いをするよう明記されている）

### 海外
1914年に起こったオスマン帝国によるアッシリア虐殺（後述）以降、レバノンやヨルダン、パレスチナ、ギリシアなどの周辺地域、ロシアやアルメニア等の旧ソ連諸国、欧米、インドのケーララ州スウェーデンなどでディアスポラによるコミュニティが誕生している。

#### アメリカ合衆国
世界中で最も多くのアッシリア系移民が暮らしており、特にイリノイ州シカゴとミシガン州デトロイト、カリフォルニア州中部のモデストなどに集中している。そのほかニューヨーク周辺に住むシリア正教会信徒のアッシリア人の一部はシリア人（英語: Syriac）と自称している。

##### 歴史
アッシリア系アメリカ人の歴史は1909年に遡り、30世帯と600人の未婚者の移民がシカゴに定住したことに始まる。後に1910年代に起こった大虐殺により多くのアッシリア人が亡命、1920年代にシカゴやデトロイト、カリフォルニアなどに定住した。1940年8月12日付の米タイム誌のアッシリア総主教マル・エシャイ・シムン23世の訪米を記した記事では、あまりよく分析されていないものの米国内のアッシリア人の総数は70,000人であったと記している。
1965年にはアメリカでの移民数の出身国割り当て規定が移民国籍法から削られたことにより、著しい数のカルデア教会の信徒がイラクからバアス党の圧制を逃れてデトロイトに移住。彼らは当初地元企業のフォード社の期間工として働いていたが、後に日本車との抗争や不況などの様々な要因でフォード社が不振に陥ると雇用が減少、取り残されたアッシリア人難民は商店を営むようになった。さらに1967年にアフリカ系アメリカ人によるデトロイト暴動の後、ユダヤ人商店主はデトロイトから逃げ出す時に積極的に経営を譲ってアッシリア系商店の件数が増加した。1980年代にはイラクのフセイン大統領（当時）がデトロイトのカルデア・カトリック教会に25万ドルを寄付したことが知られているが、これはバアス党がアッシリア人の反乱防止を計画して行ったこととされている。
1979年のイラン革命とその後のイラン・イラク戦争や湾岸戦争、レバノン内戦や後のイスラエルのレバノン侵攻とそれに伴うヒズボラの活動の激化などここ30年ほど続く中東の動乱を逃れ、現在でもさらに多くのアッシリア人が中東各地からアメリカに亡命してきている。
現在、合衆国内のアッシリア人の総数は82,355人（2000年）であり、その42%にあたる34,484人（2000年）がミシガン州在住である。
ちなみにシカゴでは古代アッシリア帝国の王サルゴン2世の名を冠したサルゴン通り（Sargon Blvd.）と呼ばれる地名もある。

#### スウェーデン
1970年代から首都ストックホルムや南部のセーデルテリエに、レバノンやトルコからの移民が住んでいる。彼らの殆どは故郷でのイスラム教徒との宗教的対立が原因で逃れてきた者だったが、当初は難民として認められなかった。

#### ドイツ
ドイツのアッシリア系移民の中には難民のみでなく、1960年代から70年代にかけて外国人労働者（ガストアルバイター）としてトルコから移住してきた人もいる。
スウェーデンにアッシリア人のラッパーgaboroがいる

## 言語
多くのアッシリア人は紀元前後にイエス・キリストらパレスチナ地域のユダヤ人が話したアラム語（正確にはシリア語）の流れを汲み、アフロ・アジア語族中の北西セム語派の一言語・現代アラム語（アッシリア現代アラム語・別名アッシリア語や、カルデア現代アラム語など）を用いる。また宗教的儀式においては東西古典シリア語を用い、さらに併用として居住地域の公用語（例:アラビア語、ペルシア語、トルコ語、英語など）を用いることがある。
文字はアラム文字から発展したシリア文字（アラプ・ベート=アルファベット）を用いるが、アッシリア東方教会ではネストリウス体（東方書体）、シリア正教会ではセルトー体（西方書体）とそれぞれ使われる書体が異なる。

## 宗教と祭事

### 宗教
現在のアッシリア人は主にキリスト教を信仰しているが、アッシリア東方教会、カルデア典礼カトリック教会、シリア正教会の3つに分けられる。前者2つは典礼言語に東シリア語を、後者は西シリア語を用いる。
パレスチナ以東におけるキリスト教の歴史は使徒聖トマス（シリア語: マル・トマ Mar Thoma）らによって紀元33年に作られた教団（トマス派）に始まる。

トマス派諸教会の系統を示す図。水色のRはプロテスタントの改革派教会、青のOは東方諸教会、紫のCはローマ・カトリック教会と合同している東方典礼教会、一番下はネストリウス派の東方教会に属する。水色・青・紫の線で結ばれた教会は西シリア語を、茶色・オレンジ・黄色の線で結ばれた教会は東シリア語を典礼に用いる。なお、この図のアッシリア東方教会以外の教会は全てインドに本拠地を置いている。

#### アッシリア東方教会
アッシリア東方教会は、サーサーン朝ペルシア帝国を経由して唐代の中国に渡り景教となった、古代より続くネストリウス派（東方教会〈英語: Church of the East〉とも呼ばれる）の中で現存する一派。なお、欧米の文献においては古代のネストリウス派そのものをアッシリア東方教会と呼ぶこともある。
教義は、キリストのペルソナ（位格）は神格と人格の2つに分かれると説き、イエスの母マリアを「神の母」（テオトコス／ギリシア語: Θεοτόκος／Theotokos）として認めず、「キリストの母」（クリストトコス／ギリシア語: Χριστοτόκος／Khristotokos）と呼ぶ。
451年にコンスタンティノープルの大主教ネストリウスがエフェソス公会議で異端とされて破門されると、彼の説を支持する者たちが東ローマ帝国領エデッサから当時ペルシアの領土であったニシビス（現トルコ東南部のヌサイビン）に本拠地を移して布教したのが、今日のアッシリア東方教会の始まりである。当時ネストリウス派を異端視する東ローマと敵対していたサーサーン朝の歴代皇帝は彼らを手厚く保護し、ペルシア領のいたるところにキリスト教徒の共同体が作られた。
644年にイスラム教徒のアラブ人がサーサーン朝を滅ぼすと、アッシリア人を含むキリスト教徒たちは以前より低く扱われ、メソポタミアを出て中央アジアやモンゴル、唐などの外地で布教活動を行う者も少なくなかった。そのうちの南インドのマラバール海岸（ゴア州からコモリン岬に渡って広がる、アラビア海に面した西ガーツ山脈より西側の地域）に渡った一派はケーララを中心に住むユダヤ系インド人たちのナスラーニーと合流、カルデア・シリア教会と呼ばれるようになった。
派生として1968年にバグダードで分裂・独立した古代東方教会（w:Ancient Church of the East）がある。

#### カルデア典礼カトリック教会
カルデア典礼カトリック教会は東方典礼カトリック教会の1つであり、先述のアッシリア東方教会の一部が16世紀ごろに離反、ローマ・カトリック教会と合同して誕生。バグダードに総大司教座（バビロン総大司教座）を置き、主にイラク北部とアメリカのデトロイトに信者を有する。教団の名前の由来は、アッシリア帝国滅亡後に起こった新バビロニアを建てたカルデア人に由来する。
モンゴル帝国崩壊後、14世紀後期のティムールのユーラシア征服活動によりネストリウス派の規模は縮小、総主教座はアルコーシュ（現イラク北部）に移ることとなった。
その後1552年に信徒の一部がアッシリア東方教会の総主教世襲制に反発して離反、1830年に正式にローマ教会とフル・コミュニオンの関係に移行した。しかしアラム語を典礼・会話に用いるなど本質的には東方教会と変わらない。

#### シリア正教会
シリア正教会は東方諸教会の1つ。しばしば単性論派と呼称されるが、当事者は単性論ではなく「合性論」であると主張し、非カルケドン派正教会が適切な呼び方とされる。主にインドではヤコブ派とも呼ばれる。古代五総主教座の1つであるアンティオキア教会の流れを汲み、首座主教はアンティオキア総主教と呼ばれるが、実際にはアンティオキア（現トルコ領アンタキヤ）ではなく、シリアのダマスカスに総主教座を置く。インドではケーララ州にトマス派のマランカラ教会と合流したヤコブ派シリア・キリスト教会が存在する。
2000年以降米国で統計を取るにあたり、当時英語表記が Syrian であった現代アラム語を話すシリア正教会信徒のアッシリア人の表記を、シリア・アラブ共和国出身のアラブ系アメリカ人（シリア人。英語: Syrian）との混同を避けるよう Syriac に修正するかしないかで議論が起こっている。

### 祭事

アッシリア人の旗（1968年制定）。故地に住むアッシリア人や世界に散らばったアッシリア人、およびアッシリア主義諸団体が使用する

アラム人の末裔であることを強調するシリア・アラム人（Syriac-Aramaic People）の旗。翼を持つ日輪をあしらう

祭事などは他のキリスト教徒と同じく降誕祭や復活祭などを祝うが、同時にアッシリア主義の台頭により、彼らは自らがキリスト教を受容する以前の古代アッシリア帝国の儀式や祭事の一部を復活させているのも事実である。以下の記事はその最も代表的なものである。

#### アキトゥ
春分（麦秋）の祭りで現代アッシリア暦の正月。（バビロニア語: w:Akitu）ハ・ブ-ニサン（現代アラム語: ܚܕ ܒܢܝܣܢ - w:Kha b-Nisan。「ニサン月〈4月〉の始まり」の意）とも呼ばれる。
元来はシュメールにおける大麦の収穫と芒種を祝う祭り「エゼン・ア・キ・トゥム」（以下シュメール語: ezen á-ki-tum）あるいは「アキティ・シェキンク」（akiti-šekinku。「大麦の刈り入れ」の意）、または「アキティ・シュヌヌム」（akiti-šununum。「大麦蒔き」の意）がアッカドを通じて古バビロニア王国に入ったものが原型。バビロニアにおいては都市の守護神マルドゥクが悪行を働いた地母神ティアマトに勝利したことを記念する行事であり、アッシリアではそれを紀元前683年にセンナケリブが持ち込んだものが最初とされる。
時代は下り、アッシリア人がキリスト教を受け入れた後はハ・ブ-ニサンとして慣習的に祝われていたが、1950年代に現れたアッシリア主義の中で現代と古代のアッシリア人のアイデンティティを結びつけるために、アッシュールの地に初めて建立された神殿の日付から紀元前4750年を紀元とする現代アッシリア暦が制定され、ハ・ブ-ニサンをその正月とすることになり、古代に用いられたアキトゥの呼称も復活させた。
なお、先述のバビロニアのマルドゥク神話はシュメール時代の収穫（＝死）と芒種（＝新たなる生）を祝うという行為と結びつき、「死と生の繰り返し＝悪（闇＝冬の長い夜）の死と善（光＝太陽）の勝利」という二元論につながり、後世のペルシアのゾロアスターの思想やイランとクルドのノウルーズ、キリストの復活を祝う復活祭などの由来にもなっているともされる。

## 迫害

### オスマン帝国による迫害
20世紀初頭、ムスリムなどから迫害を受けたアッシリア人はベート・ナハライン一帯を含む当時のイラクを植民地としていたイギリスからの援助を得ようとした他、ガージャール朝ペルシア領内のキリスト教徒はアメリカ合衆国の宣教師と接点を持っていた。
故に第一次世界大戦中、オスマン帝国は彼らが敵国のイギリス国教会やロシア正教会、アメリカなどと繋がりがあると疑い、ギリシア人やアルメニア人と同時に迫害した。1914年から1920年までの間にトルコ人とクルド人の兵士を利用し、25万人（当時のオスマン帝国領内におけるアッシリア人全体の人口の約3分の2）にも上る民間人を殺害した。よって多くのアッシリア人がディアスポラとして欧米などに流れ、民族主義を目覚めさせる要因を作った。当時のイギリスはアッシリア人側から援助するよう要求されていたにもかかわらず、先述の大戦での総力戦で国力が疲弊しており、虐殺を食い止めることは出来なかった。
なお、このときアッシリア総主教マル・エシャイ・シムン23世（1908年-1975年。在位1918年-1975年）は前任者が虐殺に巻き込まれたことにより、僅か11歳でアッシリア総主教に選出された。
虐殺が終わってから3年後のケマル・アタテュルクによるトルコ共和国成立以降、トルコ政府側はアルメニア人ジェノサイド同様これを否定し続けているが、世界各地に散らばったディアスポラらは虐殺を認めるよう世界各地で呼びかけを行っている。

#### イラクへの移住
先述の虐殺を逃れた難民のためにイギリス軍がメソポタミア（現イラク）のバアクーバに難民キャンプを設けた後、1927年に北部キルクークで発見された油田の開発と軍事戦略に不可欠として、彼らは当時この地域を委任統治していたイギリスの手により、キルクークや中部ラマーディー近郊のハッバニーヤ（Habbaniyah）に集められ、結果としてアッシリア人はクルディスタンに住み着くこととなった。さらに彼らの一部はイラク人部隊として、英軍の指導によりアラブ人やクルド人の反乱を鎮圧するために利用され、そのまま英国側についたがために再び難民として国外へ流れ出した。
戦後メソポタミアの地に留まったアッシリア人は、英国カンタベリーにて神学を修めた後帰国した総主教に率いられ、北メソポタミアでアッシリア人ロビーを形成。国際連盟にはメソポタミアでの自治権を要求したが承認されず、トルコ共和国には先述の虐殺の謝罪と賠償を求める活動を行ったが頑なに拒否された。

### 北イラクの虐殺と第二次大戦
第一次大戦が終結する以前より高まっていたアラブ人の民族主義の影響で、1932年に国際連盟による委任統治の終了と同時にメッカの太守（シャリーフ）であったハーシム家の男子がアラビア各地で王国を立て、メソポタミアでは三男ファイサル1世がイラク王国の王となった。
自治権を求めて闘争を続けていたアッシリア人に対する弾圧は深まり、翌年には当時の内相ヒクマット・スレイマン（Hikmat Suleyman）が、アッシリアの独立運動はかつて彼らをアラブ・クルドの弾圧に利用したイギリスが裏で操っていると述べた。これを受けて同年8月にはクルド人将校バクル・シドキ率いるイラク軍とクルド人部族によるアッシリア人の虐殺が発生。犠牲者は婦女子を含めて3000人とされ、現在も続くアッシリア人とクルド人の対立の一要因となった。同年総主教は軟禁され、総主教座のキプロスへの移転を強要させられた。この事件の前後に国王は体調を崩して療養のためにスイスに渡り（その後ほどなくして薨去）、ほぼ同時期に800人ほどのアッシリア人がかつて住んでいたシリアとの国境地帯へと戻っていった。
第二次世界大戦が始まると、イラクはかつての統治国イギリスの要請でナチス政権下のドイツと断交したにもかかわらず、ラシード・アリー・アル＝ガイラーニーら反英派は英国ほか連合軍に対する反発から枢軸国を支持。 一方アッシリア人を集めたアッシリア植民地連隊はイラク軍の略奪行為にかつてのアッシリア人虐殺を思い起こし、相変わらず英国を支援し続けたため、英軍の北アフリカ戦線での作戦を成功に導き、国内の反英派（親独派）を主流から叩き落として親英派を復興させるのに重要な役割を果たした。

### バアス党政権時代とその後
イラク共和国成立後、1968年から長く一党独裁を行っていたバアス党のサッダーム・フセイン大統領政権下のイラクにおいては、シーア派やクルド人同様アッシリア人も迫害を受け、アラム語教育や公共の場でハ・ブ-ニサンなどの祭事を祝うことなどは一切禁止されていた。80年代のアンファール作戦では多くのアッシリア人も犠牲になった。抵抗活動を続けていた一派は、1979年に小規模ながらもイラクで唯一のアッシリア人政党であるアッシリア民主運動（英語: Assyrian Democratic Movement、アラム語: ܙܘܥܐ ܕܝܡܘܩܪܛܝܐ ܐܬܘܪܝܐ Zowaa Dimuqrataya Ashurayta。略称ADM、通称ゾワー〈"運動"〉 Zowaa）を結成。
2003年にフセイン政権が倒壊した際、新憲法によってキリスト教徒の信仰の自由はある程度回復され、アラム語教育、典礼や祭事などは許可され、アッシリア民主運動などの政党も合法化された。
しかしイラク戦争後のイスラム過激派の活動の激化により、今もなお政治的難民として欧米に亡命するアッシリア人も少なくない。カトリコス総主教のマル・ディンハ4世も2006年にイラクに一時帰国するもシカゴにとどまり続けている。
現在のイラクではアッシリア人の住む地域はクルド人政権下にあり、クルド地域政府確立に向けて援助する形を取っているが、同時にアッシリア人の自治権請求も活発である。
2014年1月21日にイラク政府はニネヴェ平野をアッシリア人の保護地域にすると発表し、ISILの民族浄化から防衛するアッシリア人民兵組織NPUの拠点となってる。また、もう一つの民兵組織ドゥエイフ・ナウシャも同地域で活動している。
なお、シリアのアッシリア人もシリア内戦に参加し、反政府武装組織ストロやアッシリア軍事評議会を結成してクルド人民防衛隊などと連携をとってる。

## 著名なアッシリア人

### 中近東
- ルキアノス（風刺作家）
- シリアのエフレム（4世紀の聖人）
- アーガー・ペトロス（オスマン帝国の軍人。第一次大戦中に虐殺を行うトルコ軍に対して反乱軍を結成、現イラン領オルーミーイェにて抗戦した）
- マル・エシャイ・シムン23世（20世紀のアッシリア総主教）
- ターリク・アズィーズ（イラクの元政治家、ジャーナリスト。バアス党政権の元外相、元副首相。カルデア教会信徒。本名はミハイル・ユハンナ）
- アンモ・ババ（アモ・ババ、ババ・ダウードとも表記。1960年代に活躍したサッカー選手で元イラク代表選手及び監督。1993年のドーハの悲劇の際に監督を務めた。2009年糖尿病により逝去。本名はエマヌエル・ババ・ダウード）
- ベニール・ダリウシュ（イランの総合格闘家）

### 南北アメリカ
- アンドレ・アガシ（テニスプレイヤー。父親はイラン出身のアッシリア人元ボクサーマイク・アガシ、母親はアルメニア人）
- テレンス・マリック（映画製作者。シン・レッド・ラインの監督）
- サルマ・ハエック（女優。父親がアッシリア人の血を引くレバノン人）
- カルロス・スリム（メキシコの実業家。純資産は600億ドルにのぼり、マイクロソフト社会長のビル・ゲイツを抜く富豪として知られる）

### ヨーロッパ
- ケネディ・バキルジョール（サッカー選手。スウェーデン代表）
- ムニル・バシール（ウード奏者）
- gaboro（英語版）（スウェーデンのラッパー）

### 日本
- ウィリアム・イシャヤ（元駐日イラク大使）
- ケン・ジョセフ・ジュニア（東京生まれの在米アッシリア人。NGO活動家、ネストリウス派キリスト教研究家）